# منطقة صلخد
منطقة  صلخد منطقة سورية إدارية تتبع محافظة السويداء ومركزها مدينة صلخد، بلغ تعداد سكان المنطقة 60,375 نسمة حسب التعداد السكاني لعام 2004.

## نواحي منطقة  صلخد
- ناحية مركز صلخد
- ناحية ذيبين
- ناحية الغارية
- ناحية القريا
- ناحية ملح